# Dolmen de Chantepierre
Le dolmen de Chantepierre est un dolmen situé à Broc, dans le département français de Maine-et-Loire.

## Protection
L'édifice «est d'un intérêt exceptionnel justifiant son classement» au titre des monuments historiques le 17 juin 1983.

## Description
C'est un petit dolmen composé de huit orthostates de faible épaisseur et de faible hauteur (au maximum 0,90 m) ou ayant été profondément enfoncés dans le sol. Leur disposition est irrégulière mais l'axe principal de la chambre et son entrée sont bien identifiables. Un court couloir débouche sur la chambre de forme pentagonale. L'ensemble est recouvert par une unique table de couverture de forme circulaire (environ 2 m de diamètre) de forme bombée et épaisse d'environ 1 m. Une partie du tumulus est encore visible.
Le nom de l'édifice «semble indiquer une légende de pierre sonnante ou chantante».